# Fußball-Europameisterschaft 1976/Endrunde
Dieser Artikel umfasst die Spiele der Endrunde der Fußball-Europameisterschaft 1976 mit allen statistischen Details:

## Halbfinale

### Tschechoslowakei – Niederlande 3:1 n.V. (1:1, 1:0)
| Tschechoslowakei                                                      | Tschechoslowakei | Niederlande | Niederlande |
| --------------------------------------------------------------------- | --- | --- | ----------- |
| Tschechoslowakei                                                      | \| Mittwoch, 16. Juni 1976 um 20:15 Uhr MEZ in Zagreb (Stadion Maksimir) \| \| Zuschauer: 17.879[1] \| \| Schiedsrichter: Clive Thomas ( Wales) \| \| Spielbericht \|                                                                        | \| Mittwoch, 16. Juni 1976 um 20:15 Uhr MEZ in Zagreb (Stadion Maksimir) \| \| Zuschauer: 17.879[1] \| \| Schiedsrichter: Clive Thomas ( Wales) \| \| Spielbericht \|                                                                            | Niederlande |
| Tschechoslowakei                                                      | Ivo Viktor – Anton Ondruš – Ján Pivarník, Jozef Čapkovič (106. Ladislav Jurkemik), Koloman Gögh – Jaroslav Pollák, Antonín Panenka, Karol Dobiaš, Jozef Móder (91. František Veselý) – Marián Masný, Zdeněk Nehoda Cheftrainer: Václav Ježek | Piet Schrijvers – Adrie van Kraay – Wim Suurbier, Wim Rijsbergen (37. Willem van Hanegem), Ruud Krol – Johan Neeskens, Wim Jansen, Willy van de Kerkhof – Johnny Rep (65. Ruud Geels), Johan Cruyff , Rob Rensenbrink Cheftrainer: George Knobel | Niederlande |
| Tschechoslowakei                                                      | 1:0 Anton Ondruš (19.) 2:1 Zdeněk Nehoda (114.) 3:1 František Veselý (118.) | 1:1 Anton Ondruš (73., Eigentor) | Niederlande |
| Tschechoslowakei                                                      | Jaroslav Pollák (51.), Karel Dobiaš (102.) | Willy van de Kerkhof (57.), Johan Cruyff (76.) | Niederlande |
| Tschechoslowakei                                                      | Jaroslav Pollák (60.) | Johan Neeskens (76.), Wim van Hanegem (115.) | Niederlande |
| Mittwoch, 16. Juni 1976 um 20:15 Uhr MEZ in Zagreb (Stadion Maksimir) | | |             |
| Zuschauer: 17.879                                                     | | |             |
| Schiedsrichter: Clive Thomas ( Wales)                                 | | |             |
| Spielbericht                                                          | | |             |

### Jugoslawien – BR Deutschland 2:4 n.V. (2:2, 2:0)
| Jugoslawien                                                                   | Jugoslawien | Deutschland | Deutschland |
| ----------------------------------------------------------------------------- | --- | --- | ----------- |
| Jugoslawien                                                                   | \| Donnerstag, 17. Juni 1976 um 20:15 Uhr MEZ in Belgrad (Stadion Crvena Zvezda) \| \| Zuschauer: 50.652[2] \| \| Schiedsrichter: Alfred Delcourt ( Belgien) \| \| Spielbericht \|                                                                     | \| Donnerstag, 17. Juni 1976 um 20:15 Uhr MEZ in Belgrad (Stadion Crvena Zvezda) \| \| Zuschauer: 50.652[2] \| \| Schiedsrichter: Alfred Delcourt ( Belgien) \| \| Spielbericht \|                                                           | Deutschland |
| Jugoslawien                                                                   | Ognjen Petrović – Josip Katalinski – Ivan Buljan, Dražen Mužinić – Jurica Jerković, Jovan Aćimović (105. Luka Peruzović), Ivica Šurjak – Branko Oblak (105. Franjo Vladić) – Slaviša Žungul, Danilo Popivoda, Dragan Džajić Cheftrainer: Ante Mladinić | Sepp Maier – Franz Beckenbauer – Berti Vogts, Georg Schwarzenbeck, Bernard Dietz – Rainer Bonhof – Herbert Wimmer (79. Dieter Müller), Dietmar Danner (46. Heinz Flohe), Erich Beer – Uli Hoeneß, Bernd Hölzenbein Cheftrainer: Helmut Schön | Deutschland |
| Jugoslawien                                                                   | 1:0 Danilo Popivoda (19.) 2:0 Dragan Džajić (30.) | 2:1 Heinz Flohe (64.) 2:2 Dieter Müller (82.) 2:3 Dieter Müller (115.) 2:4 Dieter Müller (119.) | Deutschland |
| Donnerstag, 17. Juni 1976 um 20:15 Uhr MEZ in Belgrad (Stadion Crvena Zvezda) | | |             |
| Zuschauer: 50.652                                                             | | |             |
| Schiedsrichter: Alfred Delcourt ( Belgien)                                    | | |             |
| Spielbericht                                                                  | | |             |

## Spiel um Platz 3

### Jugoslawien – Niederlande 2:3 n.V. (2:2, 1:2)
| Jugoslawien                                                          | Jugoslawien | Niederlande | Niederlande |
| -------------------------------------------------------------------- | --- | --- | ----------- |
| Jugoslawien                                                          | \| Samstag, 19. Juni 1976 um 20.15 Uhr MEZ in Zagreb (Stadion Maksimir) \| \| Zuschauer: 6.766[3] \| \| Schiedsrichter: Walter Hungerbühler ( Schweiz) \| \| Spielbericht \|                                                                           | \| Samstag, 19. Juni 1976 um 20.15 Uhr MEZ in Zagreb (Stadion Maksimir) \| \| Zuschauer: 6.766[3] \| \| Schiedsrichter: Walter Hungerbühler ( Schweiz) \| \| Spielbericht \|                                                              | Niederlande |
| Jugoslawien                                                          | Ognjen Petrović – Josip Katalinski – Ivan Buljan, Dražen Mužinić, Ivica Šurjak – Jurica Jerković, Branko Oblak, Jovan Aćimović (46. Franjo Vladić) – Slaviša Žungul (46. Vahid Halilhodžić), Danilo Popivoda, Dragan Džajić Cheftrainer: Ante Mladinić | Piet Schrijvers – Adrie van Kraay – Wim Suurbier, Wim Jansen (46. Wim Meutstege), Ruud Krol – Jan Peters, Willy van de Kerkhof, Peter Arntz (70. Kees Kist) – René van de Kerkhof, Ruud Geels, Rob Rensenbrink Cheftrainer: George Knobel | Niederlande |
| Jugoslawien                                                          | 1:2 Josip Katalinski (43.) 2:2 Dragan Džajić (82.) | 0:1 Ruud Geels (27.) 0:2 Willy van de Kerkhof (39.) 2:3 Ruud Geels (107.) | Niederlande |
| Samstag, 19. Juni 1976 um 20.15 Uhr MEZ in Zagreb (Stadion Maksimir) | | |             |
| Zuschauer: 6.766                                                     | | |             |
| Schiedsrichter: Walter Hungerbühler ( Schweiz)                       | | |             |
| Spielbericht                                                         | | |             |

## Finale

### Tschechoslowakei – BR Deutschland 2:2 n.V. (2:2, 2:1), 5:3 i.E.
| Tschechoslowakei                                                           | Tschechoslowakei | Deutschland | Deutschland |
| -------------------------------------------------------------------------- | --- | --- | ----------- |
| Tschechoslowakei                                                           | \| Sonntag; 20. Juni 1976 um 20:15 Uhr MEZ in Belgrad (Stadion Crvena Zvezda) \| \| Zuschauer: 30.790[4] \| \| Schiedsrichter: Sergio Gonella ( Italien) \| \| Spielbericht \|                                                          | \| Sonntag; 20. Juni 1976 um 20:15 Uhr MEZ in Belgrad (Stadion Crvena Zvezda) \| \| Zuschauer: 30.790[4] \| \| Schiedsrichter: Sergio Gonella ( Italien) \| \| Spielbericht \|                                                             | Deutschland |
| Tschechoslowakei                                                           | Ivo Viktor – Anton Ondruš – Ján Pivarník, Jozef Čapkovič, Koloman Gögh – Karol Dobiaš (93. František Veselý), Jozef Móder, Antonín Panenka – Marián Masný, Ján Švehlík (80. Ladislav Jurkemik), Zdeněk Nehoda Cheftrainer: Václav Ježek | Sepp Maier – Franz Beckenbauer – Berti Vogts, Georg Schwarzenbeck, Bernard Dietz – Herbert Wimmer (46. Heinz Flohe), Rainer Bonhof, Erich Beer (80. Hans Bongartz) – Uli Hoeneß, Dieter Müller, Bernd Hölzenbein Cheftrainer: Helmut Schön | Deutschland |
| Tschechoslowakei                                                           | 1:0 Ján Švehlík (8.) 2:0 Karol Dobiaš (25.) | 2:1 Dieter Müller (28.) 2:2 Bernd Hölzenbein (90.) | Deutschland |
| Tschechoslowakei                                                           | Elfmeterschießen | | Deutschland |
| Tschechoslowakei                                                           | 1:0 Marián Masný 2:1 Zdeněk Nehoda 3:2 Anton Ondruš 4:3 Ladislav Jurkemik 5:3 Antonín Panenka | 1:1 Rainer Bonhof 2:2 Heinz Flohe 3:3 Hans Bongartz Uli Hoeneß schießt übers Tor | Deutschland |
| Tschechoslowakei                                                           | Karol Dobiaš (55.), Jozef Móder (59.) | | Deutschland |
| Sonntag; 20. Juni 1976 um 20:15 Uhr MEZ in Belgrad (Stadion Crvena Zvezda) | | |             |
| Zuschauer: 30.790                                                          | | |             |
| Schiedsrichter: Sergio Gonella ( Italien)                                  | | |             |
| Spielbericht                                                               | | |             |